# Robert Montgomery
Robert Montgomery (właśc. Henry Montgomery Jr.; ur. 21 maja 1904 w Beacon, zm. 27 września 1981 w Nowym Jorku) – amerykański aktor filmowy, teatralny i telewizyjny oraz reżyser i producent filmowy. Był dwukrotnie nominowany do Oscara za pierwszoplanowe role w filmach Noc musi zapaść (1937) i Awantura w zaświatach (1941).
Był dwukrotnie żonaty: w latach 1928–1950 z aktorką Elizabeth Bryan Allen oraz od 1950 do swojej śmierci z Elizabeth Grant Harkness.
Posiada dwie gwiazdy na Hollywoodzkiej Alei Gwiazd – mieszczącą się przy 6440 Hollywood Boulevard za dokonania filmowe, oraz znajdującą się przy 1600 Vine Street, za twórczość telewizyjną.

## Wybrana filmografia
- 1929: Pokusa
- 1929: Untamed
- 1930: Rozwódka
- 1930: Szary dom
- 1937: Noc musi zapaść
- 1941: Awantura w zaświatach
- 1941: Rage in Heaven
- 1941: Pan i pani Smith